# Hôtel Métropole Monte-Carlo
Hôtel Métropole Monte-Carlo är ett femstjärnigt hotell i Monte Carlo i Monaco. Hotellet har 62 hotellrum och 64 hotellsviter samt två restauranger, Les Ambassadeurs by Christophe Cussac (två stjärnor i Michelinguiden) och Yoshi.
Hotellet uppfördes 1889 på en gång helig mark av påven Leo XIII och var ritat av den danska arkitekten Hans-Georg Tersling. 1980 köptes hotellet av den libanesiske affärsmannen Nabil Boustany och genomgick en större renovering samt att hotellet fick ett nytt namn i Le Métropole Palace. Den stängdes 2003 och genomgick en till stor renovering och öppnades ett år senare med sitt gamla namn under nytt ägarskap. 2010 utsågs den till världens bästa hotell av hotellorganisationen The Leading Hotels of the World.

## Restauranger

### Nuvarande
- Les Ambassadeurs by Christophe Cussac
- Yoshi

### Tidigare
- Restaurant du Métropole Monte-Carlo